# Chloroclystis neoconversa
Chloroclystis neoconversa là một loài bướm đêm trong họ Geometridae.